# Deutsche Kriegsgräberstätte Tolmin
Die Deutsche Kriegsgräberstätte Tolmin liegt am Isonzo südlich der slowenischen Kleinstadt Tolmin. In ihr ruhen 946 deutsche Soldaten des Ersten Weltkriegs, die im Rahmen der Zwölften Isonzoschlacht gefallen sind.

## Kriegshandlungen
Zwischen Italien und Österreich-Ungarn wurden im Ersten Weltkrieg zwischen 1915 und 1917 zwölf Schlachten am Isonzo ausgetragen. Bei der am 24. Oktober 1917 begonnenen Zwölften Isonzoschlacht gelang es deutschen und österreichisch-ungarischen Truppen die italienische Front am Oberlauf des Isonzo im Raum Flitsch – Tolmein zu durchbrechen und in der Folge bis an den Piave vorzurücken.  

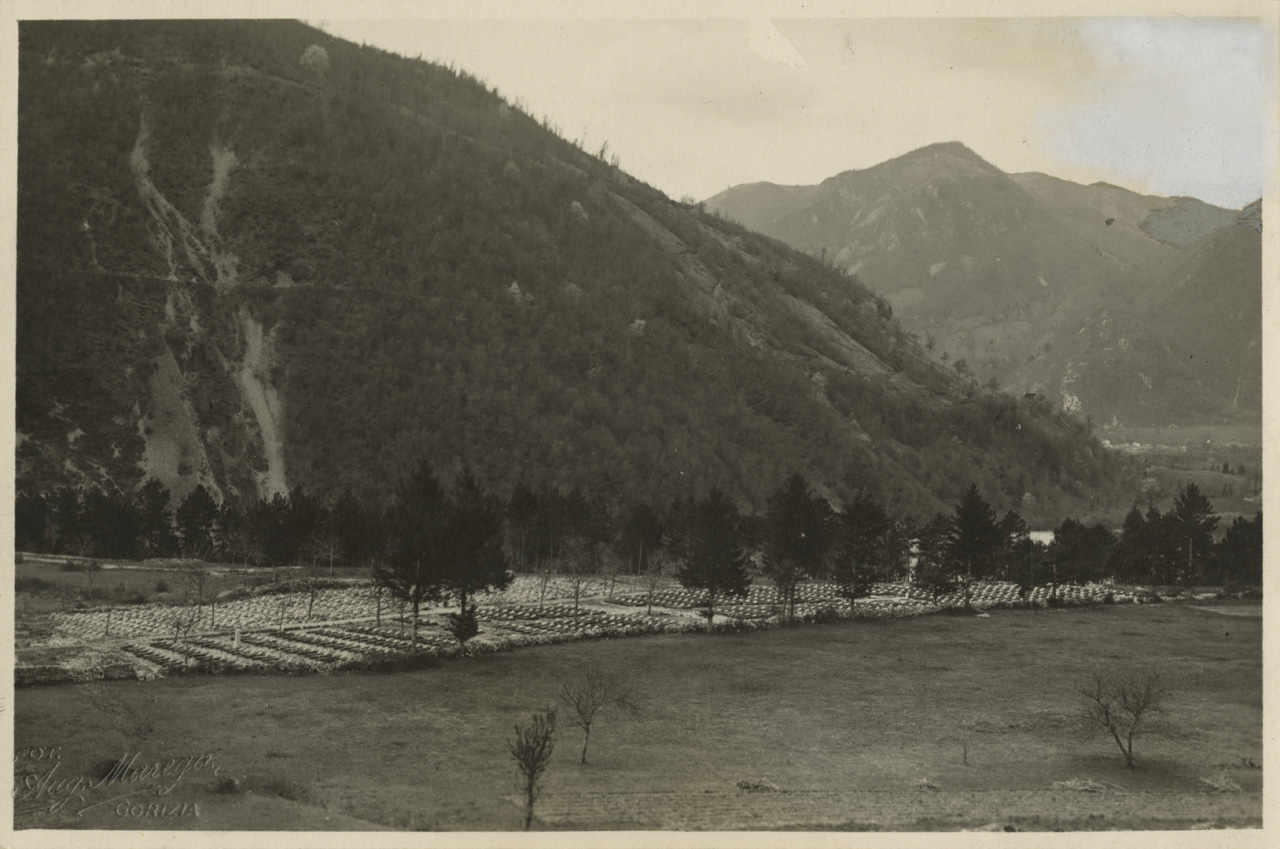
Der ehemalige deutsche Feldfriedhof

## Anlage
Die Anlage wurde zwischen 1936 und 1938 nach einem Entwurf von Robert Tischler errichtet. Sie ist im Stile einer Totenburg gehalten und charakteristisch für die nationalsozialistische Gedenkkultur und damit Kind ihrer Zeit. Das Baumaterial wurde extra aus Südtirol herangeschafft und der Bau von einer Münchner Baufirma ausgeführt.
Die Gedenkstätte wurde an der Stelle eines ehemaligen deutschen Feldfriedhofs nur wenige Meter vom Ufer des Isonzo errichtet. In der Kapelle über der Krypta ist ein Gedenkaltar errichtet. Das Eingangstor ist ein Kunstwerk aus österreichischen und italienischen Gewehrläufen. Einige Gefallene wurden 1938 vom Militärfriedhof in Karfreit hierher umgebettet. Unter einer Steinplatte im Grabgewölbe sind 946 Kriegstote des Ersten Weltkriegs bestattet. An die Gedenkstätte schließt sich ein Gräberfeld an. Dort wurden im Frühjahr 1945 einige Kriegstote des Zweiten Weltkriegs beigesetzt. Die Anlage ist ein Kulturdenkmal und wurde zunächst vom slowenischen Staat und seit 2001 vom Volksbund gepflegt und instand gehalten. Sie ist die größte deutsche Kriegsgräberstätte an der ehemaligen Isonzofront in Slowenien.

## Völkerverständigung
Bei einer Gedenkfeier am 13. Mai 2017 waren Menschen aller an den Isonzoschlachten beteiligten Nationen anwesend, darunter der Bürgermeister von Tolmin, der Vertreter des Verteidigungsministerium von Slowenien, ein Vertreter des Volksbundes, die österreichische Botschafterin, ungarische, slowenische und österreichische Militärgeistliche, Kadetten der ungarischen Armee und Jugendliche der 7. Klasse einer Schule in Ankaran. Im Sinne der Völkerverständigung wurde die Europahymne gesungen.

## Benachbarte Kriegsgräberstätten der Isonzoschlachten
- italienischer Soldatenfriedhof Kobarid (Karfreit)
- österreichisch-ungarischer Friedhof in Modrejce[7]